# Шахта «Вінницька»
ДВАТ Шахта «Вінницька». Входить до ДХК «Шахтарськантрацит».
Стала до ладу у 1957 р. з проектною потужністю 150 тис.т вугілля на рік. З 1994 р. встановлена потужність — 350 тис.т на рік. Фактичний видобуток 350/899 т/добу (1990/1999). У 2003 р видобуто 34 тис.т.
Максимальна глибина 440 (1990—1999). Протяжність підземних виробок 46,1/53,3 км (1990/1999). У 1990—1999 розробляє пласти l3, l4 потужністю 0,82-1,09 м, кути падіння 8-17о.
Шахта надкатегорійна. Пласти загрозливі за раптовими викидами (з глибини 150 м). Кількість очисних вибоїв 2/3, підготовчих 4/4 (1990/1999).
Кількість працюючих: 1362/1550 ос., в тому числі підземних 848/1055 ос. (1990/1999).
Адреса: 86200, смт. Стіжківське, м. Шахтарськ, Донецької обл.